# Terada Masafumi
Masafumi Terada (sinh ngày 10 tháng 1 năm 1994) là một cầu thủ bóng đá người Nhật Bản.

## Sự nghiệp câu lạc bộ
Masafumi Terada đã từng chơi cho Kagoshima United FC.